# George Orwell
Eric Arthur Blair (født 25. juni 1903, død 21. januar 1950), bedre kendt under pseudonymet George Orwell, var en engelsk forfatter og journalist. Orwell var politisk og kulturel kommentator samt romanforfatter og formentlig den mest beundrede engelsksprogede essayist i det 20. århundrede. Blair er bedst kendt for to romaner, Kammerat Napoleon (originaltitel Animal Farm) og 1984 (originaltitel Nineteen Eighty-Four).

## Ungdom
Blair blev født den 25. juni 1903 i Motihari, Indien, da landet var en del af det britiske imperium og ledet af den britiske Raj. Blairs far, Richard Walmesley Blair, arbejdede i opiumdepartementet under civiladministrationen. Blairs mor, Ida Mabel Blair (født Limouzin) tog ham med til England, da han var 1 år. Blair så ikke sin far igen før 1907, da hans far var i England i 3 måneder, inden han rejste tilbage til Indien. Blair havde en ældre søster, Marjorie, og en yngre søster, Avril. Blair beskrev senere sin familiebaggrund som "den lavere del af den øvre middelklasse".

## Uddannelse
Da Blair var 6 år, blev han sendt til en anglikansk sogneskole i Henley-on-Thames, hvor hans søster tidligere havde gået. Blair har aldrig beskrevet sit ophold på skolen, men han må have gjort et godt indtryk, for 2 år senere anbefalede skolelederen ham til en af de på den tid mest succesrige forberedelsesskoler i England, St. Cyprian's School i Eastbourne, Sussex. Blair havde fået et stipendium, således at hans forældre kunne nøjes med at betale halvdelen af studiet ved St. Cyprian's School. Mange år senere skrev Blair med bitterhed om sin tid på St. Cyprian's i essayet Det var vel nok en dejlig tid (originaltitel Such, Such Were the Joys). Men Blair opnåede imidlertid også stipendier til både Wellington College og Eton, mens han læste ved St. Cyprian's.
Efter et år på Wellington flyttede Blair til Eton, hvor han var fra år 1917 til 1921. Senere skrev Blair, at han havde været "relativt lykkelig" på Eton, der tillod de studerende en rimelig grad af frihed, men han beskrev også, at han holdt op med at lave noget for alvor, efter han kom dertil. Meldingerne om hans akademiske præstationer på Eton varierer; nogle hævder, at han var en dårlig studerende, mens øvrige siger det modsatte. Blair var tydeligvis ikke vellidt af visse lærere, som ikke brød sig om, hvad de opfattede som manglende respekt for deres autoritet. I sin tid på skolen blev Blair venner for livet med adskillige af de senere britiske intellektuelle, blandt andet Cyril Connolly, som senere blev redaktør på tidsskriftet Horizon, som udgav mange af Orwells mest berømte essays.

## Burma og de tidlige romaner
Da Blair var færdig med sine studier ved Eton, og da hans familie ikke kunne betale for universitetet, og da han ingen udsigt havde til yderligere stipendier, ansøgte han og blev ansat ved Indian Imperial Police i Burma. Blair endte med at hade imperialismen, og da han i 1927 var på orlov i England, besluttede han sig til at forlade politiet til fordel for forfattererhvervet. Blair brugte senere sine oplevelser som inspiration i Burma i romanen Burma dage (originaltitel Burmese Days) og i essays som f.eks. En hængning (originaltitel A Hanging) og Jeg skyder en elefant (originaltitel Shooting an Elephant).
I 1928 flyttede Blair til Paris, hvor hans tante boede, og hvor han håbede at kunne ernære sig som freelance-journalist. Men mangel på succes tvang ham til at tage arbejde som blandt andet opvasker – beskrevet i hans første bog Paris og London på vrangen (originaltitel Down and Out in Paris and London) fra 1933.
Syg og fattig flyttede Blair tilbage til England i 1929 og brugte sin forældres hus i Southwold, Suffolk som residens. Mens Blair skrev på hvad der skulle blive til Burma dage, foretog han hyppige udflugter som vagabond som led i det, der på det tidspunkt var blevet til et bogprojekt om underklassen. Samtidig bidrog han regelmæssigt med tekster til John Middleton Murrys tidsskrift New Adelphi.
Blair gjorde Paris og London på vrangen færdig i 1932, og bogen udkom tidligt det efterfølgende år, mens han arbejdede som lærer på en privatskole i Hayes, Middlesex. Blair anvendte pseudonymet 'George Orwell' umiddelbart før, Paris og London på vrangen udkom. Det vides ikke præcist, hvorfor han valgte dette pseudonym. Han kendte til og syntes om floden Orwell i Suffolk og fandt tilsyneladende det elegante i fornavnet George tiltrækkende. Han forkastede tre andre potentielle pseudonymer: Kenneth Miles, H. Lewis Allways og P. S. Burton.
Orwell trak på sine erfaringer som lærer i romanen A Clergyman's Daughter, som han forfattede i sine forældres hus i 1934, efter at dårligt helbred havde tvunget ham til at opgive lærergerningen. Fra slutningen af 1934 til begyndelsen af 1936 arbejdede han som deltidsassistent i en boghandel med brugte bøger i Hampstead, hvilket senere blev beskrevet i romanen Keep the Aspidistra Flying fra 1936.

## The Road to Wigan Pier
I begyndelsen af 1936 bad Victor Gollancz fra The Left Book Club Blair om at skrive en reportage om fattigdommen blandt arbejderklassen i de kriseramte områder i Nordengland – det blev til bogen The Road to Wigan Pier fra 1937. Første halvdel af bogen er en social dokumentar om hans rejser i Lancashire og Yorkshire, og den starter med en malende beskrivelse af arbejdet i kulminerne. Anden halvdel af bogen er et langt essay, hvori Blair beskriver sin opvækst og udviklingen af sin politiske bevidsthed – og det er samtidig en skarp afstandtagen fra, hvad han opfattede som venstrefløjens uansvarlighed. Gollancz var bange for, at anden halvdel ville støde The Left Book Clubs læsere og tilføjede en udglattende indledning til bogen, mens Blair var i Spanien.
Kort efter at Blair havde færdiggjort sine undersøgelser til bogen, giftede han sig med Eileen O'Shaughnessy.

## Den spanske borgerkrig ogHyldest til Catalonien
I december 1936 tog Blair til Spanien for at kæmpe på den republikanske side i den spanske borgerkrig mod Francisco Francos nationalistiske opstand. Selvom han tog af sted på egen hånd, blev han en del af Independent Labour Partys (ILP) gruppe, der bestod af ca. 25 briter, som sluttede sig til militsen under POUM (Partido Obrero de Unificación Marxista), der var et revolutionært socialistisk parti, der havde tilknytning til ILP. POUM og den radikale fløj af det anarko-syndikalistiske CNT (Confederación Nacional del Trabajo) mente, at Franco kun kunne besejres, hvis arbejderklassen i den spanske republik afskaffede kapitalismen – en holdning der var grundlæggende i strid med det spanske kommunistparti og dets allierede (der fik våben og hjælp fra Sovjetunionen), og som gik ind for en koalition med de borgerlige partier for at slå Franco. I månederne efter juli 1936 fandt der en omfattende social revolution sted i Catalonien, Aragonien og andre områder, hvor CNT stod særligt stærkt. Blair beskrev med stor sympati den egalitære ånd, der herskede, da han ankom til det revolutionære Barcelona i bogen Hyldest til Catalonien (originaltitel Homage to Catalonia).
Blair siger selv, at han kom med i POUM og ikke de kommunistkontrollerede Internationale Brigader ved et tilfælde – men hans oplevelser, især hvordan han med nød og næppe undslap kommunisternes undertrykkelse af POUM i juni 1937, gjorde ham positivt stemt overfor POUM og til anti-stalinist resten af livet.
Mens Blair var ved fronten, blev han skudt i halsen af en snigskytte og næsten dræbt. Han skrev i Hyldest til Catalonien, at folk ofte mente, at det var heldigt, at han overlevede, mens han personligt mente, at det ville have været endnu mere heldigt, hvis han slet ikke var blevet ramt.

## 2. verdenskrig ogKammerat Napoleon
Efter at være vendt tilbage til Storbritannien ernærede Blair sig som freelance-anmelder, især i New English Weekly (indtil han blev uenig med tidsskriftet pga. dets pacifistiske holdning i 1940) og derefter primært i Time and Tide og The New Statesman. Han meldte sig til Home Guard umiddelbart efter krigens udbrud og modtog senere en medalje.
I 1941 begyndte Blair at arbejde for BBC's Eastern Service, hvor han primært arbejdede med radioprogrammer, der skulle sikre støtte fra Indien og Østasien til Storbritanniens krigsindsats. Han var udmærket klar over, at han arbejdede med propaganda og skrev, at han følte sig som en appelsin, der var blevet trådt på af en meget beskidt støvle. Krigstidens Ministry of Information blev inspirationen til Ministeriet for Sandhed i romanen 1984. Ikke desto mindre gjorde Blair en stor indsats for BBC, hvor han også havde lejlighed til at arbejde tæt sammen bl.a. T.S. Eliot og E.M. Forster. Blairs beslutning om at holde op i BBC i 1943 skete kort tid efter udgivelsen af en rapport, der bekræftede ham i hans bekymring m.h.t. radioudsendelserne, nemlig at der kun var få indere, der lyttede. Det virker også, som om han var utålmodig for at komme i gang med at skrive den bog, der skulle blive til Kammerat Napoleon.
Blair blev litteraturredaktør på Tribune, der var et tidsskrift på venstrefløjen. Her arbejde Blair indtil 1945 og skrev en næsten ugentlig klumme kaldt As I Please.
I 1944 færdiggjorde Blair den anti-stalinistiske allegori Kammerat Napoleon. Bogen udkom det efterfølgende år og blev en stor succes hos både anmeldere og læsere. Bogen bevirkede, at Blair for første gang havde en god indtægt. Mens Kammerat Napoleon var ved at blive trykt, forlod Blair Tribune for (i en kort periode) at blive krigskorrespondent for The Observer. Han var en nær ven af The Observers redaktør og ejer, David Astor, og Orwells ideer havde stor indflydelse på Astors redaktionelle linje.

## På vej til1984
Blair vendte tilbage fra det europæiske fastland i foråret 1945, kort tid efter at hans kone var død under en operation (de havde for nylig adopteret en lille dreng, Richard Horatio Blair, født i maj 1944).
De næste tre år arbejdede Blair som journalist – primært for Tribune, The Observer og Manchester Evening News, selvom han også skrev for mange små politiske og litterære tidsskrifter. Samtidig arbejdede han på sin mest kendte bog, 1984, der udkom i 1949. Man mener, at titlen kommer fra det år, bogen blev færdig, nemlig 1948, med de to sidste tal byttet rundt. Oprindeligt havde Blair kaldt bogen The Last Man in Europe, men forlæggeren Fredric Warburg foreslog ændringen.
Blair skrev det meste af romanen, mens han boede på en fjerntliggende gård på øen Jura ud for Skotlands kyst. Han var flyttet dertil i 1946 på trods af at hans helbred på det tidspunkt var meget dårligt.
I 1949 fik Blair en henvendelse fra en ven, Celia Kirwan, der netop var begyndt at arbejde for Information Research Department (IRD) under det engelske udenrigsministerium. Afdelingen var blevet oprettet af Labour-regeringen og skulle udgive pro-demokratisk og anti-kommunistisk propaganda. Blair gav hende en liste med 37 forfattere og kunstnere, som han mente ville være uegnede til at bidrage til IRD pga. deres pro-kommunistiske holdninger. Listen, der ikke blev offentliggjort før 2003, omfatter primært journalister (bl.a. redaktøren af New Statesman, Kingsley Amis), men omfattede også skuespillere som f.eks. Michael Redgrave og Charlie Chaplin. Blairs grunde til at give listen til Kirwan forbliver uklare, men den mest sandsynlige forklaring er også den mest enkle: Han hjalp en ven i en sag – anti-stalinisme – som de begge gik ind for. Der er intet der tyder på, at Orwell nogensinde opgav den demokratiske socialisme, som han konsekvent plæderede for i sine værker – eller at han mente, at de forfattere, han nævnte i listen, skulle undertrykkes. I øvrigt var Blairs liste god nok: de nævnte personer havde alle på et eller andet tidspunkt offentligt støttet Sovjetunionen eller kommunismen.
I oktober 1949 giftede Blair sig med Sonia Brownell. Blair døde i London i en alder af 46 år af tuberkulose, som han sandsynligvis havde pådraget sig i den periode, han beskrev i Paris og London på vrangen. Han var ofte indlagt på hospitalet de sidste tre år af sit liv. Han ligger begravet på All Saints kirkegård i Sutton Courtenay, Oxfordshire.